# هوننه و تاته‌مائه
هوننه و تاته‌مائه (انگلیسی: Honne and tatemae)، در ژاپن، «هوننه» به احساسات و خواسته‌های واقعی شخص اشاره می‌کند، و «تاته‌مائه» به معنی «ظاهرسازی» یا «نما» به‌طور متضاد به رفتار و عقایدی که درشخص ملاءعام نشان می‌دهد، اشاره دارد. این تمایز در دوران پساجنگ در ژاپن شروع شد.
هوننه یک شخص ممکن است برخلاف آنچه جامعه از شخص انتظار دارد یا با توجه به موقعیت و شرایط فرد مورد نیاز است، باشد و اغلب به جز نزد نزدیکترین دوستان از دیگران مخفی می‌ماند. تاته‌مائه چیزی است که جامعه از شخص انتظار دارد و با توجه به موقعیت و شرایط فرد مورد نیاز است، و این ممکن است با هوننه فرد مطابقت داشته باشد یا نداشته باشد. در بسیاری از موارد، تاته‌مائه منجر به بیان مستقیم دروغ می‌شود تا از افشای احساسات درونی واقعی جلوگیری شود.